# Saison 2018-2019 du Biarritz olympique Pays basque
Cette page présente la saison 2018-2019 du Biarritz olympique Pays basque en Pro D2.

## Entraîneurs
- Directeur sportif : Matthew Clarkin
- Entraîneur principal : Jack Isaac[1]
- Entraîneur des avants : Jacques Cronjé
- Entraîneur des arrières : Heini Adams

## Effectif 2018-2019
| Nom                       | Poste            | Naissance         | Nationalité sportive | International | Dernier club          | Arrivée au club (année) |
| ------------------------- | ---------------- | ----------------- | -------------------- | ------------- | --------------------- | ----------------------- |
| Johann Lourdelet          | Pilier           | 21 juin 1991      | France               | -             | ASM Clermont          | 2013                    |
| Mathieu Giudicelli        | Pilier           | 7 février 1990    | France               | -             | Tarbes PR             | 2016                    |
| Thomas Synaeghel          | Pilier           | 26 avril 1987     | France               | -             | Stade rochelais       | 2016                    |
| Nephi Leatigaga           | Pilier           | 5 décembre 1993   | Samoa                | 3             | Rugby Lyons Piacenza  | 2017                    |
| Ximun Bessonart           | Pilier           | 15 février 1997   | France               | -             | Formé au club         | 2017                    |
| Hendre Eloff              | Pilier           | 2 juin 1998       | Afrique du Sud       | -             | Formé au club         | 2017                    |
| Giorgi Nutsubidze         | Pilier           | 21 août 1997      | Géorgie              | -             | RC Jiki               | 2018                    |
| Guy Millar                | Pilier           | 23 avril 1992     | Australie            | -             | Highlanders           | 2018                    |
| Kalivati Tawake           | Pilier           | 16 novembre 1988  | France               | -             | Waratahs              | 2018                    |
| Vakhtangi Akhobadze       | Pilier           | 7 mai 1993        | Géorgie              | -             | SU Agen               | 2018                    |
| Elvis Levi                | Talonneur        | 21 février 1987   | Australie            | -             | AS Béziers            | 2014                    |
| Ronan Chambord            | Talonneur        | 11 avril 1994     | France               | -             | Union Bordeaux Bègles | 2017                    |
| Lucas Peyresblanques      | Talonneur        | 20 janvier 1998   | France               | -             | Formé au club         | 2017                    |
| Clément Martinez          | Talonneur        | 14 mars 1996      | France               |               | SU Agen               | 2018                    |
| Sione Anga'aelangi        | Talonneur        | 7 novembre 1988   | Nouvelle-Zélande     |               | RC Vannes             | 2018                    |
| Edwin Hewitt              | 2e ligne         | 28 mars 1988      | Afrique du Sud       | -             | Natal Sharks          | 2014                    |
| Josaia Cama               | 2e ligne         | 22 juillet 1997   | Fidji                |               | Formé au club         | 2016                    |
| Jean-Baptiste Singer      | 2e ligne         | 19 décembre 1994  | France               | -             | Lyon OU               | 2016                    |
| Léo Bastien               | 2e ligne         | 6 mai 1993        | France               | -             | SU Agen               | 2016                    |
| Johan Aliouat             | 2e ligne         | 22 janvier 1993   | France               | -             | Union Bordeaux Bègles | 2018                    |
| Bertrand Guiry            | 3e ligne         | 30 juillet 1988   | France               | -             | Union Bordeaux Bègles | 2015                    |
| Filipe Manu               | 3e ligne         | 12 octobre 1985   | Nouvelle-Zélande     | -             | Tarbes PR             | 2016                    |
| Thibault Dubarry          | 3e ligne         | 24 novembre 1987  | France               | -             | Racing 92             | 2017                    |
| Lucas de Coninck          | 3e ligne         | 15 janvier 1996   | France               | -             | Montpellier HR        | 2017                    |
| Mathieu Hirigoyen         | 3e ligne         | 25 janvier 1999   | France               | -             | Formé au club         | 2017                    |
| Adam Knight               | 3e ligne         | 10 juin 1993      | Nouvelle-Zélande     | -             | Otago RFU             | 2018                    |
| Asier Usarraga            | 3e ligne         | 31 décembre 1994  | Espagne              | -             | SC Albi               | 2018                    |
| Joseph Penitito           | 3e ligne         | 17 juin 1994      | Samoa                | -             | CS Beaune             | 2018                    |
| Tornike Jalagonia         | 3e ligne         | 12 décembre 1998  | Géorgie              | -             | RC Jiki               | 2018                    |
| Maxime Lucu               | Demi de mêlée    | 12 janvier 1993   | France               | -             | Saint-Pée UC          | 2014                    |
| Gauthier Doubrère         | Demi de mêlée    | 24 décembre 1995  | France               | -             | Union Bordeaux Bègles | 2018                    |
| Pierre Bernard            | Demi d'ouverture | 30 janvier 1989   | France               | -             | RC Toulon             | 2017                    |
| Luke Burton               | Demi d'ouverture | 17 février 1994   | Australie            | -             | Western Force         | 2017                    |
| Gaëtan Robert             | Demi d'ouverture | 13 juillet 1997   | France               | -             | US Dax                | 2018                    |
| Ilian Perraux             | Demi d'ouverture | 4 avril 1992      | France               |               | Soyaux Angoulême XV   | 2018                    |
| Tyrone Elkington-McDonald | Demi d'ouverture | 29 avril 1991     | Nouvelle-Zélande     | -             | Auckland RFU          | 2018                    |
| Charles Gimenez           | 3/4 centre       | 11 février 1988   | France               | -             | Stade toulousain      | 2009                    |
| Théo Dachary              | 3/4 centre       | 26 mars 1997      | France               | -             | Formé au club         | 2015                    |
| Joe Vakacegu              | 3/4 centre       | 28 octobre 1988   | Fidji                | -             | Union Bordeaux Bègles | 2017                    |
| Luke Burton               | 3/4 centre       | 17 février 1994   | Australie            | -             | Western Force         | 2017                    |
| François Vergnaud         | 3/4 centre       | 8 octobre 1997    | France               |               | SC Albi               | 2018                    |
| Leone Ravuetaki           | 3/4 centre       | 10 mars 1986      | Fidji                |               | RC Narbonne           | 2018                    |
| Uwa Tawalo                | 3/4 aile         | 27 février 1992   | Fidji                | -             | Oyonnax rugby         | 2017                    |
| Yann Chibali              | 3/4 aile         | 30 septembre 1998 | Italie               | -             | Formé au club         | 2017                    |
| Yohann Artru              | 3/4 aile         | 30 mai 1992       | France               | -             | USA Perpignan         | 2017                    |
| Xan Etcheverry            | 3/4 aile         | 30 janvier 1998   | France               | -             | Formé au club         | 2017                    |
| Alexandre Nicoué          | 3/4 aile         | 1er février 1997  | France               |               | ASM Clermont          | 2018                    |
| Benoît Lazzarotto         | 3/4 aile         | 21 janvier 1988   | France               |               | US Carcassonne        | 2018                    |
| Ximun Lucu                | Arrière          | 9 décembre 1989   | France               | -             | Stade montois         | 2016                    |
| Antoine Viudes            | Arrière          | 2 février 1998    | France               | -             | Formé au club         | 2016                    |
| Kyran Bungaroo            | Arrière          | 27 octobre 1997   | France               | -             | Formé au club         | 2016                    |
| Charles Bouldoire         | Arrière          | 8 juin 1993       | France               |               | Stade rochelais       | 2018                    |

## Calendrier et résultats

### Pro D2
| - Biarritz olympique - USO Nevers : 19-16 - US Montauban - Biarritz olympique : 16-15 - Biarritz olympique - CA Brive : 33-33 - Biarritz olympique - US bressane : 46-9 - Colomiers rugby - Biarritz olympique : 27-10 - Biarritz olympique - Aviron bayonnais : 22-6 - Stade montois - Biarritz olympique : 20-13 - Biarritz olympique - Stade aurillacois : 28-24 - RC Massy - Biarritz olympique : 29-20 - Biarritz olympique - Provence rugby : 29-13 - Soyaux Angoulême XV - Biarritz olympique : 31-15 - Biarritz olympique - US Carcassonne : 21-16 - Oyonnax rugby - Biarritz olympique : 23-27 - Biarritz olympique - AS Béziers : 21-23 - RC Vannes - Biarritz olympique : 37-23 | - Biarritz olympique - Stade montois : 27-22 - CA Brive - Biarritz olympique : 36-26 - Biarritz olympique - RC Massy : 36-12 - US Bressane - Biarritz olympique : 29-27 - USO Nevers - Biarritz olympique : 20-16 - Biarritz olympique - Soyaux Angoulême XV : 48-22 - Provence rugby - Biarritz olympique : 23-13 - US Carcassonne - Biarritz olympique : 21-20 - Biarritz olympique - RC Vannes : 31-32 - AS Béziers - Biarritz olympique : 12-23 - Biarritz olympique - Oyonnax rugby : 51-14 - Aviron bayonnais - Biarritz olympique : 14-19 - Biarritz olympique - Colomiers rugby : 18-21 - Stade aurillacois - Biarritz olympique : 16-17 - Biarritz olympique - US Montauban : 62-21 |

Avec 15 victoires, 1 match nul et 14 défaites et un total de 74 points le Biarritz olympique termine à la 7e place.

### Classement de la saison régulière
| Rang | Club                | J  | V  | N | D  | Bo | Bd | Pm  | Pe  | Diff | Pts |
| ---- | ------------------- | -- | -- | - | -- | -- | -- | --- | --- | ---- | --- |
| 1    | CA Brive (R)        | 30 | 19 | 1 | 10 | 6  | 7  | 816 | 556 | +260 | 91  |
| 2    | Oyonnax Rugby (R)   | 30 | 17 | 1 | 12 | 9  | 8  | 811 | 633 | +178 | 87  |
| 3    | Aviron bayonnais    | 30 | 17 | 1 | 12 | 6  | 7  | 719 | 537 | +182 | 83  |
| 4    | RC Vannes           | 30 | 17 | 1 | 12 | 3  | 7  | 671 | 619 | +52  | 80  |
| 5    | Stade montois       | 30 | 16 | 1 | 13 | 6  | 6  | 681 | 599 | +82  | 78  |
| 6    | USO Nevers          | 30 | 16 | 1 | 13 | 6  | 6  | 653 | 589 | +64  | 78  |
| 7    | Biarritz olympique  | 30 | 15 | 1 | 14 | 5  | 7  | 776 | 638 | +138 | 74  |
| 8    | AS Béziers          | 30 | 17 | 1 | 12 | 1  | 3  | 573 | 602 | -29  | 74  |
| 9    | Soyaux Angoulême XV | 30 | 14 | 1 | 15 | 5  | 5  | 614 | 646 | -32  | 68  |
| 10   | Provence Rugby (P)  | 30 | 15 | 0 | 15 | 3  | 5  | 682 | 730 | -48  | 68  |
| 11   | US Carcassonne      | 30 | 14 | 0 | 16 | 3  | 6  | 629 | 703 | -74  | 65  |
| 12   | US Montauban        | 30 | 13 | 1 | 16 | 3  | 7  | 568 | 678 | -110 | 64  |
| 13   | Colomiers Rugby     | 30 | 13 | 0 | 17 | 3  | 6  | 534 | 594 | -60  | 61  |
| 14   | Stade aurillacois   | 30 | 13 | 0 | 17 | 3  | 6  | 552 | 702 | -150 | 61  |
| 15   | US bressane (P)     | 30 | 13 | 1 | 16 | 4  | 2  | 586 | 777 | -191 | 60  |
| 16   | RC Massy            | 30 | 5  | 1 | 24 | 1  | 6  | 499 | 751 | -252 | 29  |

|  | Qualication pour les demi-finales (no 1, no 2) .          |
|  | Qualification pour les barrages (no 3, no 4, no 5, no 6). |
|  | Relégation en Fédérale 1 (no 15 et no 16).                |
|  | R : relégués 2018 • P : promus 2018                       |

## Statistiques

### Championnat de France
Meilleurs réalisateurs
| Rang | Joueur | Poste | Points | Essais | Transf. | Pén. | Drops |
| ---- | ------ | ----- | ------ | ------ | ------- | ---- | ----- |
| 1    | -      | -     | -      | -      | -       | -    | -     |
| 2    | -      | -     | -      | -      | -       | -    | -     |
| 3    | -      | -     | -      | -      | -       | -    | -     |
| 4    | -      | -     | -      | -      | -       | -    | -     |
| 5    | -      | -     | -      | -      | -       | -    | -     |

Meilleurs marqueurs
| Rang | Joueur | Poste | Essais |
| ---- | ------ | ----- | ------ |
| 1    | -      | -     | -      |
| 2    | -      | -     | -      |
| 3    | -      | -     | -      |
| 4    | -      | -     | -      |
| 5    | -      | -     | -      |